# Centro Comunitario Independencia
También conocido como CECUBI, el Centro Comunitario Independencia es un complejo de gran escala construido por la Secretaría de Desarrollo Social del Estado de Nuevo León en la Colonia Independencia (Monterrey) de Monterrey, inaugurado el 25 de septiembre de 2011 por el gobernador Rodrigo Medina de la Cruz.
El Centro forma parte de una red de treinta y nueve complejos de su tipo en el área metropolitana de Monterrey y otras regiones del estado. Su creación ha dado pie a esfuerzos por regenerar nueve colonias de la ciudad, y se inserta en el programa “Unidos Transformando Mi Comunidad”.

## Instalaciones
El complejo cuenta con dos edificios con más de 7,000 metros cuadrados de construcción, canchas deportivas y áreas verdes. Su construcción se realizó en un terreno propiedad de la empresa pública Servicios de Agua y Drenaje de Monterrey en el que se ubica, desde el siglo XIX, una bomba para abastecer de agua a la ciudad.
El edificio principal del complejo cuenta con áreas administrativas, aulas en las que se impartirán talleres de belleza, cocina, hotelería, primeros auxilios, pintura, música, corte y confección, fotografía y serigrafía; salón de gimnasia y aerobics, salón de karate, bodega, vestidores, gimnasio de usos múltiples de exhibición, sala de cine; cinco módulos de baños, módulo interactivo de comunicación, aulas didácticas, salas de computo, un aula digital, biblioteca con alfabetización tecnológica y alfabetización educativa, cuarto de máquinas que contiene la subestación eléctrica, así como un jardín central de 923.00 m² de superficie el cual cuenta con andadores, arborización y bancas.

## Proyecto arquitectónico
El Centro Comunitario fue diseñado por profesores y alumnos del taller de arquitectura Cátedra Blanca del Tec de Monterrey. Entre ellos se encuentran los arquitectos Agustín Landa Vértiz, Manuel Martínez, Roberto Romero, David Benítez y los estudiantes Abelardo González, Adbel Reséndiz, Alejandro Saldaña, Alejandro Madero, Carla Celis, David Martínez, Enrique de la Concha, Lorena Darquea,  y Rocío López.
Consiste en cuatro volúmenes de marcos de concreto en torno a un jardín central. Los volúmenes en los extremos oriente y poniente cuentan con espacios de doble altura y azoteas verdes. Los volúmenes norte y sur cuentan con dos niveles y corredores al aire libre. Los marcos de concreto funcionan como parteluces que dan expresividad a las fachadas y mejoran el comportamiento bioclimático del complejo.

## Historia
A partir de 2010, el gobierno del Estado de Nuevo León inició una estrategia para la seguridad que incluye tanto acciones policiacas como iniciativas desarrollo social. Estas iniciativas son las que comprende el programa "Unidos Transformando mi Comunidad", el cual contempla intervenciones urbanísticas puntuales en distintas colonias. La construcción del Centro Comunitario Independencia es la primera de estas intervenciones. Una de las fuentes de este programa son las acciones realizadas en distintas ciudades de Colombia, en particular Medellín, las cuales fueron estudiadas por funcionarios de la Secretaría de Desarrollo Social.
Simultáneamente, los alumnos y profesores del taller Cátedra Blanca del Tec de Monterrey desarrollaron una serie de propuestas urbanísticas como respuesta a las destrucciones ocasionadas por el Huracán Alex en la ciudad de Monterrey en junio de 2010. Sus propuestas planteaban que el gobierno no simplemente reconstruyera lo perdido, sino que aprovechara la coyuntura para replantear el desarrollo urbano de la ciudad.
En agosto de 2010, la Cátedra Blanca presentó diversos proyectos en la planta baja del Palacio Municipal de Monterrey, con la presencia de distintos medios de comunicación. Uno de los proyectos, un centro comunitario en la Colonia Independencia, coincidía con los medios y metas del programa "Unidos Transformando mi Comunidad", por lo que las autoridades del gobierno del Estado contactaron a la Cátedra Blanca y comenzaron a colaborar desde ese momento en la realización del proyecto.

## Reacciones
Diversos líderes de opinión de México y otros países han reaccionado de manera positiva a este proyecto. La psicóloga y columnista del periódico El Norte Josefina Leroux, por ejemplo, destacó el papel que "la belleza y el arte del diseño" pueden tener entre los habitantes de la Colonia Independencia, para "reanimarlos a vivir la esperanza".
Un reportaje del periódico Financial Times, por su parte, destacó el papel del Centro Comunitario como parte de una estrategia para luchar contra el crimen organizado. El reportaje contrasta las estrategias a partir de desarrollo social y de infraestructura con las que buscan terminar con el narcotráfico mediante la lucha armada.
Su inauguración fue reportada por distintos medios de comunicación en México, y el extranjero.,